# Héry-sur-Alby

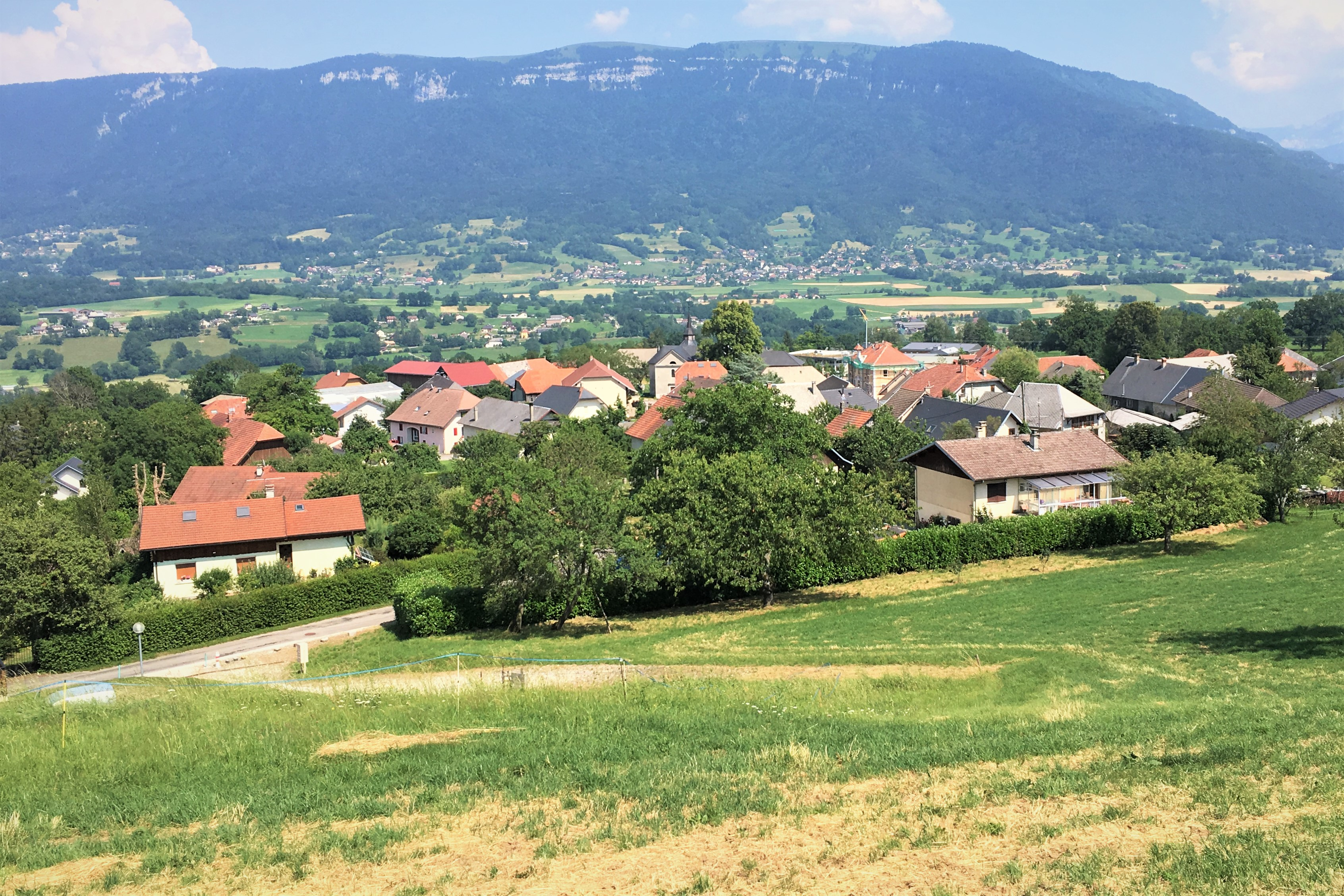
Héry-sur-Alby (2019)

Héry-sur-Alby ist eine französische Gemeinde im Département Haute-Savoie in der Region Auvergne-Rhône-Alpes.

## Geographie
Héry-sur-Alby liegt auf 600 m, etwa 15 Kilometer südwestlich der Stadt Annecy (Luftlinie). Das Bauerndorf erstreckt sich an aussichtsreicher Lage im Alpenvorland westlich des Semnoz, im Albanais, an einem leicht nach Osten geneigten Hang über dem Tal des Chéran. Die Gemeinde liegt innerhalb des Regionalen Naturparks Massif des Bauges.
Die Fläche des 7,33 km² großen Gemeindegebiets umfasst einen Abschnitt des Albanais. Die östliche Grenze verläuft entlang dem Chéran, der hier eingeschnitten in ein Kerbtal mit mehreren Windungen von Süden nach Norden fließt. Entlang dem Flusslauf gibt es zum Teil senkrecht abfallende Felswände. Vom Chéran erstreckt sich das Gemeindeareal westwärts über einen relativ steilen Hang bis auf den breiten Höhenrücken von Héry, der das Chéran-Tal von der Talsenke des Albanais zwischen Rumilly und Aix-les-Bains trennt. Auf der Kuppe wird mit 702 m die höchste Erhebung von Héry-sur-Alby erreicht wird. Die Hänge werden durch die Tälchen kleiner Seitenbäche des Chéran untergliedert.
Zu Héry-sur-Alby gehören neben dem eigentlichen Ortskern mehrere Weilersiedlungen und Gehöfte, darunter: 
- Chez les Galme (600 m) auf dem Höhenrücken von Héry
- Les Plats (580 m) am oberen westlichen Talhang des Chéran
- Molna (500 m) auf einem Geländevorsprung über dem Chéran

Nachbargemeinden von Héry-sur-Alby sind Alby-sur-Chéran im Norden, Mûres und Gruffy im Osten, Cusy im Süden sowie Chainaz-les-Frasses und Saint-Félix im Westen.

## Geschichte
Erstmals urkundlich erwähnt wird Héry-sur-Alby bereits im 9. Jahrhundert unter dem Namen Ariacum. Der Ortsname geht auf den gallorömischen Geschlechtsnamen Arius zurück und bedeutet so viel wie Landgut des Arius. Im Jahre 1860 wurde Héry-sur-Alby vom Kanton Albens im Département Savoie abgetrennt und dem neu geschaffenen Kanton Alby-sur-Chéran im Département Haute-Savoie eingegliedert.

## Sehenswürdigkeiten
Die Pfarrkirche Notre-Dame wurde 1836 im Stil des Neoklassizismus errichtet, während der Glockenturm vom Vorgängerbau aus dem 18. Jahrhundert stammt.

## Bevölkerung
| Jahr                       | 1962 | 1968 | 1975 | 1982 | 1990 | 1999 | 2004 |
| Einwohner                  | 380  | 339  | 339  | 403  | 471  | 709  | 816  |
| Quellen: Cassini und INSEE |      |      |      |      |      |      |      |

Mit 973 Einwohnern (Stand 1. Januar 2022) gehört Héry-sur-Alby zu den kleinen Gemeinden des Département Haute-Savoie. Im Verlauf des 19. und 20. Jahrhunderts nahm die Einwohnerzahl aufgrund starker Abwanderung kontinuierlich ab (1861 wurden in Héry-sur-Alby noch 755 Einwohner gezählt). Seit Mitte der 1970er Jahre wurde jedoch dank der schönen Wohnlage wieder eine markante Bevölkerungszunahme verzeichnet.

## Wirtschaft und Infrastruktur
Héry-sur-Alby war bis weit ins 20. Jahrhundert hinein ein vorwiegend durch die Landwirtschaft geprägtes Dorf. Daneben gibt es heute verschiedene Betriebe des lokalen Kleingewerbes. Mittlerweile hat sich das Dorf auch zu einer Wohngemeinde entwickelt. Viele Erwerbstätige sind Wegpendler, die in den größeren Ortschaften der Umgebung sowie im Raum Annecy  und Chambéry ihrer Arbeit nachgehen.
Die Ortschaft ist verkehrsmäßig gut erschlossen. Sie liegt an einer Departementsstraße, die von Rumilly nach Lescheraines im Massiv der Bauges führt. Weitere Straßenverbindungen bestehen mit Saint-Félix und Chainaz-les-Frasses. Der nächste Anschluss an die Autobahn A41 befindet sich in einer Entfernung von rund 3 km.